# 木尾站
木尾站（日语：／ Konno eki */?）是位於岐阜縣郡上市美並町上田，屬於長良川鐵道的越美南線車站。車站編號是16。

## 歷史
- 1986年（昭和61年）12月11日 - 國鐵越美南線由長良川鐵道接管，此站同時啟用[1]。

## 車站構造
本站是地面車站與無人車站，設有1面1線的單式月台。月台靠近北濃一方設有出入口。

## 使用狀況
| 年度               | 1日平均 乘車人次 | 1日平均 乘車人次 |
| ------------------ | ---------------- | ---------------- |
| 2011年（平成23年） | 5                |                  |
| 2012年（平成24年） | 5                |                  |
| 2013年（平成25年） | 8                |                  |
| 2014年（平成26年） | 10               |                  |
| 2015年（平成27年） | 13               |                  |

## 車站周邊
車站後方設有村落。
- 道之驛美並（日语：道の駅美並）
- 國道156號
- 長良川

## 巴士路線
郡上市自主運行巴士
- 美並南路線（每日2往返班次，在盂蘭盆節、年尾、年初除外的星期二、五服務）

## 相鄰車站
長良川鐵道
越美南線
母野（15）－木尾（16）－八坂（17）

## 注腳
1. 1 2  曾根悟（監修）. 朝日新聞出版分冊百科編集部（編集） , 编. . 週刊朝日百科. 26号 長良川鉄道・明知鉄道・樽見鉄道・三岐鉄道・伊勢鉄道. 朝日新聞出版. 2011-09-18: 11 （日语）.

## 外部連結
- 木尾站｜【官方網站】長良川鐵道株式會社 （页面存档备份，存于）（日語）